# 지방도 제635호선
지방도 제635호선은 전북특별자치도 장수군 계북면 원촌삼거리와 충청남도 금산군 복수면 샛고개굴길을 잇는 충청남도의 지방도이다.

## 역사
본래 이 지방도는 '진산 ~ 대전선'이라 하여 금산군 복수면에서 국도 제17호선과 분기하여 대전시 중구 유천동 버드내네거리에서 국도 제1호선과 만나면서 끝나는 지방도였으나 1989년 대전시가 대전직할시로 승격되면서 직할시 일부 구간이 해제되어 안영동으로 축소되었다. 이후 1995년 대전직할시가 대전광역시로 되면서 대전광역시에 포함된 모든 구간이 해제되었으며 또한 기존 지방도 제731호선 구간을 통합하여 지금과 같은 형태가 되었다. 이후 대전광역시에 포함된 구간은 대전광역시도 제94호선으로 지정되었다.
- 2001년 6월 30일 : 금산군 복수면 지량리 1.96km 구간 개통[3]
- 2003년 2월 20일 : 지방도 노선 폐지 및 재지정[4]
- 2003년 7월 21일 : 금산군 남이면 건천리 4.5km 구간 개통[5]
- 2009년 4월 30일 : 금산군 복수면 지량리 ~ 구례리 5.7km 구간 개통, 기존 금산군 복수면 지량리 ~ 신대리 5.9km 구간 폐지[6]
- 2012년 7월 1일 : 지방도 노선 조정[7]
- 2020년 9월 10일 : 복수 ~ 대전간 도로(금산군 복수면 구례리) 1.55km 구간 임시 개통[8]
- 2020년 10월 30일 : 복수 ~ 대전간 도로(금산군 복수면 구례리) 1.55km 구간 확장 개통, 기존 2.4km 구간 폐지[9]

## 경유지

### 전북특별자치도
- 장수군
  - 계북면 원촌삼거리 - 원곡2교 - 원촌리

- 진안군
  - 동향면 학선리 - 봉곡교 - 학선삼거리 - 대고개

- 무주군
  - 안성면 대고개 - 상하삼거리 - 노루고개
  - 부남면 노루고개 - 장안리 - 부장초등학교 (폐교) - 장안 교차로 - 고창리 - 부남터널(약 100m) - 대소리 - 문암교 - 대소교 - 부남체육공원 - 대유삼거리 - 대유리 - 목사리재

### 충청남도
- 금산군
  - 남일면 목사리재 - 신정리 - 홍도교 - 홍도삼거리 - 금산남일중학교(폐교) - 음대교 - 용수목삼거리 - 신천리
  - 남이면 구석리 - 흑암삼거리 - 흑암리 - 성산삼거리 - 하금교 - 하금삼거리 - 남이면 행정복지센터 - 대양삼거리 - 역평리 - 600고지전승탑 - 건천교 - 건천리 - 일양교
  - 진산면 일양교 - 오항리 - 석막리 - 원삼가교 - 삼가리 - 삼가교 - 부암사거리 - 부암리 - 부암교 - 부암삼거리
  - 복수면 곡남리 - 곡남삼거리 - 복수삼거리 - 곡남교 - 복수초등학교 - 복수면 행정복지센터 - 수영교 - 수영리 - 복수중학교 - 백암삼거리 - 구례리 - 구례 교차로 - 선무교 - 선무 교차로 - 구례1교 - 신대3교 - 신대2교 - 신대 교차로 - 신대1교 - (피암터널)(약 175m) - 지랑3교 - 앞재 교차로 - 지랑2교 - 지랑1교 - 구만2교 - 구만1교 - 샛고개굴길

### 해제 구간
이 구간은 대전광역시가 출범하면서 해제되었으며 1999년 10월 16일 대전광역시도 제94호선으로 지정되었다.
- 대전광역시
  - 중구 샛고개굴길 - 안영고가교(안영 나들목) - 안영교 - 대전산성초등학교 - 전기통신박물관 - 산성네거리 - 산성3가도교 - 머티네거리 - 버드내네거리

## 중복 구간
- 진안군 동향면 학선삼거리 ~ 무주군 안성면 상하삼거리 : 국가지원지방도 제49호선과 중복
- 금산군 남일면 홍도삼거리 ~ 용수목삼거리 : 국도 제13호선과 중복
- 금산군 남일면 용수목삼거리 ~ 남이면 흑암삼거리 : 국가지원지방도 제55호선과 중복
- 금산군 진산면 부암사거리 ~ 부암삼거리 : 국가지원지방도 제68호선과 중복
- 금산군 복수면 곡남삼거리 ~ 복수삼거리 : 국도 제17호선과 중복

## 도로명
- 전라북도
  - 장수군 계북면 원촌삼거리 ~ 진안군 동향면 학선삼거리 : 계향로
  - 진안군 동향면 학선삼거리 ~ 무주군 안성면 상하삼거리 : 진성로
  - 무주군 안성면 상하삼거리 ~ 부남면 장안 교차로 : 노루재로
  - 무주군 부남면 장안 교차로 ~ 대유삼거리 : 부남로
  - 무주군 부남면 대유삼거리 ~ 목사리재 : 대흥로

- 충청남도
  - 금산군 남일면 목사리재 ~ 홍도삼거리 : 대흥로
  - 금산군 남일면 홍도삼거리 ~ 용수목삼거리 : 금산로
  - 금산군 남일면 용수목삼거리 ~ 남이면 흑암삼거리 : 십이폭포로
  - 금산군 남이면 흑암삼거리 ~ 성산삼거리 : 보석사로
  - 금산군 남이면 성산삼거리 ~ 진산면 부암삼거리 : 휴양림로
  - 금산군 진산면 부암사거리 ~ 부암삼거리 : 진산로
  - 금산군 진산면 부암삼거리 ~ 복수면 곡남삼거리 : 배내미로
  - 금산군 복수면 곡남삼거리 ~ 구례 교차로 : 복수로
  - 금산군 복수면 구례 교차로 ~ 선무 교차로 : 실학로
  - 금산군 복수면 선무 교차로 ~ 샛고개굴길 : 대둔산로